# Конен вила на Палићу
Конен вила на Палићу подигнута је 1900. године на једној од најлепших локација Палића, источно од тада још „енглеског парка” у непосредној близини бањских зграда – Горње тршчаре, спратног хотела, гостионе, санаторијума, топлог и хладног купатила, а уз главни улаз у бању који је водио од железничке станице до центра бање. Вила представља непокретно културно добро као споменик културе.
Вила је саграђена по пројекту архитекте Ференца Рајхла, по наруџбини и потребе Вилмоша Конена, индустријалца из Суботице.

## Архитектура
Пројектант је прихватио централну организацију виле око трпезарије која је са тремовима чинила језгро породичног и друштвеног живота, место сусретања и преплитања живота у затвореном простору и природи. Око трпезарије су биле груписане све остале просторије. Бочно се приступало у гостинску и спаваћу собу, која је имала директну везу са купатилом и заходом. За разлику од свих претходних решења на Палићу, ове просторије је архитекта померао и ставио у најбољи, функционални међуоднос. Ма колико да су претходне виле одавале утисак луксуза, питање санитарног чвора остајало је нерешено. У Коненовој вили су се ове просторије први пут појавиле.
Архитекта је експериментисао са организацијом основе и са обликовањем фасада. Игра маса је произашла из намене, а пет година касније применио је при обликовању дворишне фасаде своје куће у граду. Наглашени забати централно постављених тремова указују на функционално најважнији простор виле. Кровиште је високо издигнуто над просторијама намењеним гостима, док се над делом за спавање спушта, наговештавајући интиму овог простора. У тој игри са стиловима, масама и облицима, а у жељи да се асиметрија виле што више нагласи, истакао је бочни торањ, који је искључиво декоративни елемент.
У обликовању фасада није прихватио владајући „швајцарски стил” али га није ни одбацио у потпуности. Применио је дрвени дворишни трем и декоративни бондрук по угледу на швајцарске виле, али је у обликовање ових елемената увео вијугаву сецесијску линију. Таласаста линија која слободно тече, увија се и преплиће, основна је декорација сецесије. Рајхл ју је на овом објекту стидљиво применио, да би се на његовом дому она поново појавила, добила на снази, покрету и постала главни елемент архитектуре.
Рајхл је увео још једну новину, применио је камене блокове неправилног облика за соклу, базу објекта. Касније су камен на овакав начин примењивали Бела Лајта, Карољ Кош, као и архитекти Мађарске познати као „група младих” који су инспирацију налазили у народној архитектури Ердеља.
Pајхл је инспирацију налазио како у сецесији, тако и у бароку и еклектици. Поигравао се барокним детаљима при обликовању забата приступног трема. Еклектичке елементе пиластара и архитравне греде је применио око прозора али у једном сведеном, модификованом облику. Све ове стилски различите елементе свео је на јединствен, хармоничан архитектонски израз.
Почетком века је изграђено тек неколико вила са сецесијским карактеристикама, али ниједна будућа није успела да надмаши Коненову вилу ни у организацији простора, нити у обликовању.
Добра архитектонска остварења одувек су представљала узор архитектима. Коненова вила је могла бити подстицај за будућа остварења, за још боља сецесијска дела, али су суботички архитекти инспирацију поново тражили у градској архитектури, враћајући се правоугаоној шеми, фасадама са гипсаном декорацијом, истакнутим централним или бочним тремом са гипсаном орнаментиком.
Коненова вила је једина и другачија од свих осталих на Палићу, као што је и Рајхлова породична кућа  јединствена и непоновљива у граду.